# Titrage thermométrique
Un titrage thermométrique est une méthode de titrage durant laquelle on mesure la variation de température d’une solution en fonction du volume du réactif titrant ajouté dans le but de déterminer la concentration d'une espèce chimique dans cette solution.

## Propriétés
La mesure de la température se fait sans aucun contact direct avec la solution à titrer. Ce point différencie le titrage thermométrique des titrages électrométriques tels que le titrage potentiométrique et le titrage conductimétrique où les électrodes sont en contact avec la solution à titrer. Cette différence permet le titrage de solutions qui pourrait attaquer chimiquement les électrodes.
Contrairement au titrage spectrophotométrique, le titrage thermométrique permet l’étude des solutions colorées, fluorescentes ou troubles.
La principale limite du titrage thermométrique est qu’il n’est pas sélectif puisqu’il mesure la température qui pourrait être celle d’une autre réaction chimique que celle qu’on attendait.  

## Courbe de titrage
La courbe de titrage présente la température ou la variation de la température de la solution en fonction du volume de réactif titrant ajouté. Cette courbe est constituée de deux parties linéaires de pentes différentes. L'intersection des droites obtenues par extrapolation des deux parties linéaires donne le point de fin de titrage.
- si la réaction entre les deux réactifs est exothermique, la température augmente jusqu’au point d’équivalence puis reste à peu près constante après ce point ;
- si la réaction entre les deux réactifs est endothermique, la température diminue jusqu’au point d’équivalence puis reste à peu près constante après ce point.

## Applications
Le titrage conductimétrique peut être réalisé lors des titrages avec précipitation (argentimétrie par exemple), complexométrique, rédox et acido-basique.